# Sesta maggiore

Sesta maggiore Do - La

L'intervallo di sesta maggiore è l'intervallo esistente tra due note distanti fra loro 9 semitoni, cioè 4 toni e mezzo. Per esempio, la sesta maggiore di Do è La.
Il bicordo formato da due note distanti fra loro una sesta maggiore ha una consonanza imperfetta.